# DNV
DNV GL является международным сертификационным и классификационным обществом, ключевой компетентностью которого является оценка, консалтинг и менеджмент риска. Создано в 2013 году в результате слияния двух организаций — Det Norske Veritas и Germanischer Lloyd.
DNV GL является крупнейшим классификационным обществом, в регистре которого находится 13175 судов и мобильных офшорных установок суммарным водоизмещением 265.4 млн т, что представляет собой 21 % мирового рынка. Компания является центром компетентности в следующих областях: возобновляемые, альтернативные и традиционные источники энергии, офшорные и оншорные ветровые, волновые и солнечные электростанции, нефть и газ. 65 % всех подводных трубопроводов спроектированы и построены по техническим стандартам DNV GL. Организация является одним из крупнейших сертификационных обществ.
DNV GL Group имеет штат более 16 тыс. работников, представительства и дочерние компании в более чем 100 странах (около 400 офисов). Выручка DNV GL Group составляет около 2,5 млрд евро в год.
Председателем Совета директоров DNV GL Group AS является Leif-Arne Langøy, главным исполнительным директором — Remi Eriksen.

## История
DNV GL ведет свою историю с 1864 года, когда в Норвегии было создано Det Norske Veritas для инспекции и надзора за норвежским коммерческим флотом. С другой стороны в Гамбурге в 1867 году более 600 судовладельцев, верфей и страховых компаний образовали Germanischer Lloyd. DNV GL отпраздновало свое 150-летие в 2014 году.
20 декабря 2012 года подписано соглашение об объединении Det Norske Veritas с немецким классификационным обществом Germanischer Lloyd SE в единую группу компаний DNV GL Group (в форме закрытого акционерного общества, норв. Aksjeselskap, AS). По соглашению 63,5 % акций объединённой компании принадлежит фонду DNV Foundation, а 36,5 % акций — немецкой компании Mayfair Vermögensverwaltungs SE, владельцу Germanischer Lloyd SE.
После одобрения сделки антимонопольными ведомствами Норвегии, ЕС, США, Южной Кореи и КНР объединённая компания — DNV GL Group AS — была зарегистрирована 12 сентября 2013 года. Страна регистрации объединённой компании — Норвегия, штаб-квартира DNV GL Group расположена в пригороде Осло г. Хёвик. Материнской компанией группы DNV GL является DNV GL AS, также зарегистрированная в Норвегии (ранее называлась Det Norske Veritas AS).
В ноябре 2020 года DNV GL прекратила обслуживание проекта строительства российского газопровода «Северный поток-2» из-за угрозы санкций США. Отказ компании последовал после того, как Госдепартамент США опубликовал новое разъяснение в отношении Акта о защите энергетической безопасности Европы (PEESA), распространив ограничения на компании, предоставляющие услуги, товары либо финансирование для «модернизации или установки оборудования» на судах, которые будут работать на проекте «Северный поток-2» или «Турецкий поток».

## Исследования
Каждый год DNV GL инвестирует в разработки около 5 % оборота. Начиная с 1864 года, DNV GL всегда поддерживала подразделение, которое занималось разработкой услуг, правил, стандартов в различных областях. Многие инициативы DNV GL со временем становились основой для международных стандартов.
Сегодня основные исследовательские программы включают: работа в Арктике, биологические опасности, будущее энергетики, информационные процессы, морские технологии и другое.

## Организация
DNV GL содержит пять бизнес направлений: судостроение и мореплавание, нефть и газ, системы менеджмента, энергетика, глобальные компьютерные технологии.
Судостроение и мореплавание.
DNV GL является крупнейшим в мире классификационным обществом. В регистре DNV GL зарегистрировано более 13 тыс. судов и передвижных нефтегазовых платформ (примерно 21 % мирового флота).
Нефть и газ.
DNV GL — ведущий провайдер услуг по верификации и оценке технических рисков в нефтегазовой отрасли. Компания оказывает комплекс услуг для подтверждения безопасной и надежной реализации проектов и работы нефтегазовых объектов (например, технический надзор на морских нефтедобывающих платформах). DNV GL разрабатывает стандарты, которые помогают клиентам находить правильные технические решения. 65 % процентов морских трубопроводов построено по стандартам DNV GL.
Энергетика.
DNV GL предоставляет консультационные услуги в области энергоэффективности и возобновляемых источников энергии (ветряной и солнечной). DNV GL владеет крупнейшей в мире лабораторией для высоковольтных и высокоэнергетических испытаний и выполняет роль независимого аккредитованного регистратора для передающих и распределяющих компонентов сетей. Более 3000 экспертов оказывают содействие в производстве безопасной, надежной и эффективной энергии.
Системы менеджмента.
DNV GL — одно из ведущих сертификационных обществ в мире, осуществляющее, в частности, сертификацию систем менеджмента компаний (более 70 000 клиентов).
Программное обеспечение.
DNV GL — ведущий мировой поставщик программного обеспечения для управления техническими рисками в нефтегазовой и морской отраслях.
Все бизнес направления DNV GL представлены в России.

## Сертификаты в блокчейн
DNV GL поместила все 90 000 своих сертификатов в закрытый блокчейн, став первой, кто это сделал в индустрии сертификации. Каждый сертификат имеет цифровую идентификацию, прослеживаемость и помещен в закрытый блокчейн. Технология препятствует фальсификации сертификатов и дает возможность компаниям сообщать о своих сертификатах прозрачным и безопасным способом.

## Курсы по системам менеджмента
В России DNV GL проводит обучение по различным стандартам систем менеджмента. Многие курсы доступны в электронном формате.
1. ISO 9001:2015 и другие стандарты нового поколения.
- Требования стандарта ISO 9001:2015
- Требования стандарта ISO 9001:2015 (онлайн курс)
- Требования стандарта ISO 14001:2015
- Требования стандарта ISO 14001:2015 (онлайн курс)
- ISO 45001, обзор ключевых изменений

2. Менеджмент риска
- Основы менеджмента риска, ISO 31000:2018
- Методики оценки рисков, ISO 31010:2019
- HAZOP для руководителей исследования

3. Охрана труда и промышленная безопасность
- Культура безопасности
- Требования ISO 45001:2018
- Требования ISO 45001:2018 (онлайн курс)
- Расследование происшествий Архивная копия от 20 декабря 2016 на Wayback Machine
- Современный менеджмент безопасности
- Поведенческий аудит безопасности

4. Продукты питания и напитки
- FSSC 22000, система менеджмента пищевой безопасности

5. Потребление энергии и окружающая среда
- Требования стандарта ISO 50001:2018
- Требования стандарта ISO 50001:2018 (онлайн курс)